# Pomelia setifolia
Pomelia setifolia är en flockblommig växtart som beskrevs av Durando och Auguste Nicolas Pomel. Pomelia setifolia ingår i släktet Pomelia och familjen flockblommiga växter. Inga underarter finns listade i Catalogue of Life.